# وسيم عبد الهادي
وسيم محمد صالح عبد الهادي (من مواليد 28 ديسمبر 1982) هو لاعب كرة قدم فلسطيني يلعب في مركز الهجوم مع نادي الإخاء الأهلي عاليه

## مسيرته الكروية
سجل عبد الهادي 12 هدفًا في دوري الدرجة الثانية اللبناني 2020–21، وساعد الحكمة في الصعود إلى الدوري اللبناني الممتاز. بعد انتقاله إلى راسينغ بيروت قبل دوري الدرجة الثانية 2021–22، أنهى عبد الهادي الموسم مرة أخرى برصيد 12 هدفًا. وكان هدافًا بالمُناصفة مع مازن جمال لاعب الأهلي صيدا.
عاد عبد الهادي إلى الدوري اللبناني الممتاز في 13 يوليو 2022، بالتوقيع مع الإخاء الأهلي عاليه

## الإنجازات
الإخاء الأهلي عاليه
- كأس التحدي اللبناني:
  - البطل: 2022

الإنجازات الفردية
- هداف الدوري اللبناني الدرجة الثانية: 2021–22[ا]

## مُلاحظات
1. ↑  بالمُناصفة مع مازن جمال